# Ambasciatori sassoni in Svezia
L'ambasciatore sassone in Svezia era il primo rappresentante diplomatico della Sassonia in Svezia.
Le relazioni diplomatiche iniziarono ufficialmente nel 1722 e perdurarono sino al 1776.
- 1722–1727: Martin Frensdorff
- 1727–1732: Johann Christoph Walther
- 1731–1737: Adam Adolph von Uetterodt
- 1738–1744: Johann Christoph Walther
- 1744–1745: Johann Heinrich von Tirzschkau
- 1745–1750: Nicolaus von Suhm
- 1750–1753: Johann Heinrich von Titzschkau
- 1753–1763: Carl von der Osten-Sacken
- 1762–1765: Johann Heinrich von Titzschkau
- 1768–1776: Friedrich August von Zinzendorf